# Wypęk
Wypęk (niem. Weypoth) – opuszczony przysiółek w Polsce położony w województwie warmińsko-mazurskim, w powiecie kętrzyńskim, w gminie Barciany. W latach 1975–1998 miejscowość administracyjnie należała do województwa olsztyńskiego.
W miejscowości brak zabudowy.